# Перелом полового члена
Перело́м полово́го чле́на — повреждение мужского полового члена, вызванное разрывом белочной оболочки (лат. tunica albuginea), покрывающей наполненные кровью пещеристые тела (лат. corpus cavernosum). Редко встречающееся повреждение, обычно возникает при применении физической силы к возбуждённому половому члену.
Перелом полового члена требует неотложной медицинской помощи, в которую часто входит срочное хирургическое вмешательство. Промедление в лечении увеличивает уровень осложнений. Нехирургические подходы имеют уровень осложнений от 10 % (1 степень) до 50 % (4 степень), включая эректильную дисфункцию, постоянное искривление полового члена, повреждение уретры и боль во время полового акта.

## Признаки перелома
1. Острая боль
2. Хруст
3. Внезапное прекращение эрекции (детумесценция)
4. Обширная гематома
5. Экхимозы, отёк
6. Искривление полового члена
7. Нежелательное вытекание мочи.

Признаки 4-6 объединяются термином «баклажанная деформация».

## Основные причины
- Частой причиной перелома полового члена являются неосторожные движения партнёров во время полового акта, особенно в позициях «партнёр сбоку». В определённых сексуальных позах повреждение может возникнуть при падении партнёра назад.
- Причиной подобной травмы может являться наличие раны, например ножевого или огнестрельного ранения.
- Механическая травма, удар или ущемления также могут привести к подобному поражению.

## Юридический аспект
В США имел место судебный прецедент дела об ответственности женщины за перелом полового члена мужчины Doe v. Moe. Истец подал жалобу по поводу ответственности женщины за травму его полового органа во время сексуального акта, когда она находилась в позиции сверху. Суд отказал в иске и вынес решение в пользу женщины, постановив, что её поведение не было «ни безрассудным, ни противозаконным».